# Thomas Prugger
Thomas Prugger (* 23. Oktober 1971 in Innichen, Südtirol) ist ein ehemaliger italienischer Snowboarder.
Prugger begann 1985 mit dem Snowboarden und gab am 24. November 1994 sein Debüt im Snowboard-Weltcup. In Zell am See erreichte er dabei im Parallelslalom auf Anhieb den siebenten Platz und erste Weltcup-Punkte. Am 14. Januar 1995 erreichte er in Les Deux Alpes mit dem dritten Platz im Parallelslalom erstmals das Podium in einem Weltcup-Rennen. In der Parallel-Weltcupwertung belegte er am Ende der Saison 1994/95 den 11. Platz. In der Slalom-Wertung belegte er Platz 41 und in der Riesenslalom-Wertung Platz 42. Bei der Snowboard-Weltmeisterschaft 1996 in Lienz erreichte Prugger im Riesenslalom wie auch im Parallelslalom den achten Platz. Zur Saison 1996/97 startete er zusätzlich im Snowboardcross konnte dabei aber anfangs nur hintere Platzierungen belegen. Bei der Snowboard-Weltmeisterschaft 1997 in seiner Heimat Innichen wurde er Weltmeister im Riesenslalom. Im Slalom erreichte er Platz sechs und im Parallelslalom Platz 29. Nach der Weltmeisterschaft fuhr Prugger im Riesenslalom im Weltcup regelmäßig unter die besten zehn. Am Ende der Saison belegte er Platz acht in der Riesenslalom-Gesamtwertung. Zur Saison 1997/98 gelang Prugger erstmals auch im Snowboardcross die Fahrt in die Weltcup-Punkteränge. Auch in den anderen Disziplinen punktete er regelmäßig, so dass er am Ende den 11. Platz in der Weltcup-Gesamtwertung belegte. Bei den Olympischen Winterspielen 1998 in Nagano gewann er Silber im Parallel-Riesenslalom. Nach den Spielen konnte er an frühere Erfolge nur noch selten anknüpfen. Bei der Snowboard-Weltmeisterschaft 1999 in Berchtesgaden wurde er im Riesenslalom disqualifiziert. Im Parallelslalom erreichte er Platz 16 und im Parallelriesenslalom Platz 29. Nach einer weiteren eher mittelmäßigen Saison beendete Prugger 2000 seine aktive Snowboarder-Karriere.